# Tamentit
Tamentit (arabisch ﺗﺎﻣﻨﻄﻴﺖ) ist eine algerische Gemeinde in der Provinz Adrar mit 9481 Einwohnern. (Stand: 2008)

Handelsrouten der Westsahara im Zeitraum 1000–1500. Goldfelder sind hellbraun markiert.